# Timbres de service des organismes internationaux
Les timbres de service des organismes internationaux sont des timbres émis par les postes des pays où ces organismes ont leur siège. Ils servent à affranchir le courrier de ces organisations, uniquement s'il est posté au siège.

## Rôle
Les premiers timbres mis au service d'un organisme international furent en 1922 des timbres suisses surchargés « Société des Nations ».
L'un des buts de ces organismes est de donner une image d'indépendance vis-à-vis, notamment, du pays d'accueil du siège. L'émission de timbres-poste a souvent été considéré comme un des symboles qui étaient visiblement d'un pouvoir souverain.
Néanmoins, dans les faits, c'est bien l'administration postale du pays d'accueil qui gère le bureau de poste et l'acheminement du courrier ; La Poste française pour l'Unesco, la société américaine US Postal pour le bureau new-yorkais de l'Administration postale des Nations unies.

## Collections
Ces « pays » philatéliques attirent les collectionneurs. La collection en neuf est peu coûteuse, peu de nouveaux timbres étant émis chaque année. Les marcophiles confectionnent des plis postés dans ces bureaux lors de grands événements (signature de traités, conférences internationales, etc.).

## Liste des administrations postales concernées

### Société des Nations et organismes liés
- Société des Nations (1922-1947), timbres suisses surchargés « Société des Nations ».
- Bureau international du travail (1923-1951, rattaché à l’ONU), timbres suisses surchargés.
- Cour internationale de Justice de La Haye, (1934-..., rattaché à l'ONU).
- Bureau international d’éducation (1944-1960, rattaché à l’Unesco), timbres suisses surchargés.

### ONU et organismes spécialisés
- Administration postale des Nations unies, trois sièges permanents émetteurs de timbres :
  - Bureau de New York, depuis 1951 (en dollar des États-Unis).
  - Bureau de Genève, depuis 1969 (en franc suisse).
  - Bureau de Vienne, depuis 1979 (en shilling autrichien, puis en euro).
- Cour internationale de justice de La Haye (Pays-Bas), depuis 1934.
- Unesco, siège à Paris, timbre de service fabriqués par La Poste française depuis 1960.
- Union internationale des télécommunications, siège à Genève, timbres de service fabriqués par la Poste suisse.
- Union postale universelle, siège à Berne (Suisse), timbres de service fabriqués par la Poste suisse.

### Autres organismes
- Comité international olympique, siège à Lausanne, timbres de service émis par la poste suisse.
- Conseil de l’Europe, siège à Strasbourg, timbres de service fabriqués par La Poste française.
- Ordre souverain de Malte, siège à Rome (Italie), timbres propres depuis 1966 (non reconnu par l'UPU).